# Ian Watson (remero)
Ian Watson (12 de octubre de 1968) es un deportista británico que compitió en remo. Ganó una medalla de plata en el Campeonato Mundial de Remo de 1992, en la prueba de ocho con timonel ligero.

## Palmarés internacional
| Campeonato Mundial | Campeonato Mundial | Campeonato Mundial | Campeonato Mundial      |
| Año                | Lugar              | Medalla            | Prueba                  |
| ------------------ | ------------------ | ------------------ | ----------------------- |
| 1992               | Montreal (Canadá)  | Medalla de plata   | Ocho con timonel ligero |